# El Gran Fellove (Dokumentarfilm)
El Gran Fellove ist ein Dokumentarfilm von Matt Dillon, der im September 2020 beim San Sebastian International Film Festival seine Premiere feierte. Der Film beschäftigt sich mit der musikalischen Karriere des im Jahr 2013 verstorbenen, kubanischen Komponisten und Sängers Francisco Fellove Valdés, genannt „El Gran Fellove“.

## Inhalt
Der Film beschäftigt sich mit der musikalischen Karriere des im Jahr 2013 verstorbenen, kubanischen Komponisten und Sängers Francisco Fellove Valdés (genannt „El Gran Fellove“) und zeigt ihn bei der Aufnahme seines letzten Albums. In einer Reihe von Interviews, Archivfotos und -videos sowie eigenem Filmmaterial des Regisseurs erzählt der Film von Felloves Leben als kämpferischer Musiker in Kuba, von seinem späteren Erfolg in Mexiko und von seiner ansteckenden Liebe zur Musik bis zum Ende.

## Biografisches
Der kubanische Songwriter und Sänger Francisco Fellove Valdés war der Cousin des Conga-Spielers Carlos „Patato“ Valdés. Fellove wurde am 7. Oktober 1923 in der Nähe von Colón, Havanna in Kuba geboren und begann seine musikalische Karriere als Songwriter, hauptsächlich von Guarachas, aber auch von Boleros wie Dos caminos, die er für Olga Guillot schrieb. Zusammen mit anderen Autoren von Boleros, Sones, Canciones und Guarachas wurde er Teil der sogenannten Filin-Bewegung, in der sich das Descarga-Format zu entwickeln begann. Bald wurden einige seiner Guarachas sehr beliebt, insbesondere Para que tú lo Kautiones, Sea Como Sea und Mango beziehungsweise Mango Mangué. Letzteres, das er im Alter von nur 17 Jahren komponierte, wurde von zahlreichen Künstlern aufgenommen, darunter von Miguelito Valdés, von Machito mit Charlie Parker, von Celia Cruz mit La Sonora Matancera, von Tito Puente und Johnny Pacheco sowie von Fellove selbst. Basierend auf dem schnellen Tempo seiner Guarachas, das er „Chua Chua“ nannte, entwickelte Fellove zusammen mit dem Sänger Dandy Crawford eine Scat-Gesangstechnik. 1952 nahm Fellove an einigen Descargas (Jam-Sessions) teil, die von Julio Gutiérrez in den Panart Studios in Havanna geleitet wurden. Im Dezember 1955 zog er mit seinem Songwriter José Antonio Méndez nach Mexiko und schloss sich der Cha-Cha-Cha-Gruppe Conjunto Batamba an. 1956 traf er den mexikanischen Promoter und Leiter von RCA Victor, Mariano Rivera Conde, der ihm den Spitznamen „El Gran Fellove“ gab und damit seine Solokarriere startete. Zu seinen ersten Soloaufnahmen für RCA Victor gehörten Mango mangüé, Niño Riveras El jamaiquino und Azul pintado de azul, unterstützt von Lobo y Melón. 1957 veröffentlichte RCA Victor eine LP von Felloves Aufnahmen mit dem Titel El Gran Fellove. In den 1960er Jahren wechselte Fellove von RCA Victor zu Musart und veröffentlichte 1966 Watusi. 1979 veröffentlichte er sein letztes Album. Im Jahr 2002 nahm er eine Coverversion von Walking on the Moon auf.

## Produktion
Regie führte Matt Dillon.
Eine erste Vorstellung erfolgte am 21. September 2020 beim San Sebastian International Film Festival. Ende Oktober 2020 wurde er bei der Viennale gezeigt. Anfang September 2021 erfolgten Vorstellungen beim Telluride Film Festival.